# ロマン・タオフィフェヌア
ロマン・タオフィフェヌア（Romain Taofifénua、1990年9月14日 - ）は、トップ14・ラシン92に所属するラグビー選手。

## プロフィール
- フランス・モン＝ド＝マルサン出身。
- ポジションはロック(LO)。
- 身長 203cm、体重 120kg
- U20フランス代表に選ばれたことがある[1]。
- フランス代表キャップは20(2021年1月現在)。

## 略歴
USAペルピニャンを経て、2014年、RCトゥーロンに加入。 
2021年、リヨンOUに加入。  
2024年、ラシン92に加入。 